# دورزل
دورزل (به آلمانی: Dorsel) یک شهر در آلمان است که در اهرویلر واقع شده‌است. دورزل ۲۰۴ نفر جمعیت دارد.